# امامزادگان جعفر بین محمد و فضل بن محمد
بنای امزادگان جعفر بین محمد و فضل بن محمد مربوط به دوره صفوی است و در شهرستان شازند، بخش مرکز ی، شهر آستانه، خیابان امام خمینی، میدان سپاه واقع شده و این اثر در تاریخ ۱۸ اسفند ۱۳۸۷ با شمارهٔ ثبت ۲۵۰۲۴ به‌عنوان یکی از آثار ملی ایران به ثبت رسیده است.